# 아이즈야나이즈역
아이즈야나이즈역(일본어: 会津柳津駅)은 일본 후쿠시마현 가와누마군 야나이즈정에 위치한 동일본 여객철도 다다미선의 철도역이다.

## 이용 현황
| 승차 인원 추이 | 승차 인원 추이 |
| 연도           | 1일 평균       |
| -------------- | -------------- |
| 2000           | 101            |
| 2001           | 104            |
| 2002           | 107            |
| 2003           | 104            |
| 2004           | 99             |

## 역 주변
- 국도 제252호선
- 야나이즈 정청
- 다다미 강
- 야나이즈 온천

## 역사
- 1928년 11월 20일 : 일반역으로서 개업.
- 1941년 10월 28일 : 당역 · 아이즈미야시타 역 간 연장 개업.
- 1971년 8월 29일 : 화물 취급 폐지.
- 1984년 2월 1일 : 하물 취급 폐지.
- 1987년 4월 1일 : 일본국유철도 분할 민영화에 의해, 동일본 여객철도가 승계.
- 1993년 12월 : 교환 설비 철거, 무인화.

## 인접 역
| 동일본 여객철도 다다미선           | 동일본 여객철도 다다미선 | 동일본 여객철도 다다미선 |
| ---------------------------------- | ------------------------ | ------------------------ |
| 아이즈사카모토 아이즈와카마쓰 방면 | ■ 다다미선               | 고도 고이데 방면         |